# Куинс-холл
Куинс-холл (англ. Queen's Hall) — концертный зал в центре Лондона. Построен в 1893 году, действовал до 1941 года, был разрушен в результате бомбардировки самолётами Люфтваффе. В Куинс-холле впервые прошли променадные концерты (1895), организатором которых был Роберт Ньюмен и Генри Вуд.

## Строительство и открытие
Куинс-холл был построен по проекту Т. Е. Найтли, он имел 17 входов и выходов на 3 улицы, занимал площадь в 2000 м2. Двери Куинс-холла были открыты 25 ноября; на праздничный концерт, исполненный оркестром подразделения королевской охраны «Coldstream Guards», собралось 2000 человек. 27 ноября состоялся ещё один концерт, на котором присутствовали Эдуард VII и герцог Каннаутский. В концерте участвовали виолончелист Тивадар Начез и баритон Дэвид Дэвис. Официальное открытие состоялось 2 декабря, на открытии была исполнена «Хвалебная песнь» Мендельсона под руководством Фредерика Кауэна, затем фрагмент из «Королевского концерта» Бетховена.

## История
Заведующим Куинс-холла был Роберт Ньюмен, который впоследствии организовал променадные концерты и просмотры фильмов в концертном зале. С 1894 года в Куинс-холле регулярно проводились дневные органные концерты, а с 1895 года — променадные концерты, для проведения которых под руководством Генри Вуда был создан «Нью Куинс-холл оркестр» (впоследствии творчество оркестра изучил в своих сочинениях Эрик Блом). 14 января 1896 года в Куинс-холле впервые был показан публичный фильм с помощью кинетоскопа. В 1897 году было организовано «Общество воскресных концертов», целью которого было руководство променадными концертами. В содержании променад-концертов важное место занимала русская музыка (например, произведения Чайковского). Здесь в течение двух лет, с октября 1907 года выступал Томас Бичем со своим оркестром. 10 июня 1921 года в Куинс-холле впервые была исполнена симфония Стравинского для духовных инструментов памяти Клода Дебюсси, дирижировал Сергей Кусевицкий.
Куинс-холл состоял из двух залов — основного (2492 мест) и малого (500 мест). в основном зале проводились симфонические концерты, выступления известных музыкантов, музыкальные фестивали. В малом зале проходили камерные концерты. Основной зал с 1905 года был главным концертным залом Лондона. Внутренняя часть реконструировалась три раза (1913, 1919, 1937).
Куинс-холл был полностью разрушен в ночь на 11 мая 1941 года во время налёта немецкой авиации. Променадные концерты продолжились в Альберт-холле, их организовывает корпорация Би-би-си. На месте Куинс-холла сейчас находится «Отель Св. Георгия».